# Big Bang (grupo musical)
Big Bang (hangul: 빅뱅, estilizado como BIGBANG) é um grupo masculino sul-coreano formado pela YG Entertainment, tendo sua estreia oficial datada em 19 de agosto de 2006. O grupo é composto por três membros: G-Dragon, Taeyang e Daesung. Originalmente um quinteto, Seungri se aposentou da indústria do entretenimento em março de 2019 e T.O.P anunciou sua saída em maio de 2023. O grupo com suas raízes predominantemente no hip hop, obteve inicialmente um sucesso moderado. Em 2007, conquistou seu primeiro grande êxito através do lançamento de seu primeiro extended play (EP), Always, que produziu a canção "Lies" (hangul: 거짓말; rr: Geojitmal). Ela permaneceu na primeira colocação das principais paradas musicais sul-coreanas durante seis semanas consecutivas, estabelecendo um recorde e venceu o prêmio de Canção do Ano no Mnet Korean Music Festival no mesmo ano.
Seus EPs subsequentes apoiaram o crescente sucesso e popularidade do grupo, gerando canções que lideraram as paradas musicais, como "Last Farewell" (hangul: 마지막 인사; rr: Majimak Insa) (2007), "Day by Day" (hangul: 하루하루; rr: Haru Haru)  (2008) e "Sunset Glow" (hangul: 붉은노을; rr: Byulkeun Noeul) (2009). Após receber diversos prêmios, dentre eles o de Artista do Ano no Mnet Asian Music Awards de 2008, o Big Bang continuou a sua já iniciada expansão para o mercado fonográfico japonês, lançando seu primeiro álbum de estúdio no país, intitulado Number 1 (2008), desde então, lançou mais quatro álbuns de estúdio japoneses: Big Bang (2009), Big Bang 2 (2011), Alive (2012) e Made Series (2016), que receberam certificação de ouro pela Recording Industry Association of Japan (RIAJ).
Após uma pausa de dois anos em suas atividades como um grupo na Coreia do Sul, o quarteto continuou a produzir obras aclamadas pela crítica e que também conquistaram reconhecimento mundial. Com o lançamento de seu quarto EP Tonight (2011), o Big Bang tornou-se o primeiro vencedor do prêmio de Melhor Artista Global do MTV Europe Music Awards. Seu quinto EP Alive (2012), tornou-se o primeiro álbum coreano a entrar na parada estadunidense Billboard 200, feito conquistado antes do início de sua primeira turnê mundial, concluída no início de 2013. Seu aclamado terceiro álbum de estúdio, Made (2016), foi precedido pelo lançamento de diversos singles que lideraram as paradas em 2015, levando o grupo a vencer seu terceiro prêmio de Artista do Ano no Mnet Asian Music Awards e seu primeiro prêmio no Melon Music Awards. Sua turnê mundial de apoio reuniu 1,5 milhão de pessoas, estabelecendo o recorde de maior público para um artista coreano.
Com vendas estimadas em mais de 140 milhões de cópias, o Big Bang é reconhecido por seu envolvimento em compor e produzir suas canções e pelo uso experimental de diversos gêneros musicais, o que o levou a ganhar o respeito e elogios por parte da indústria musical, além de tornar-se influência para diversos artistas. O grupo é reconhecido como "reis do K-pop" por diversas fontes e tem sido aclamado como um dos artistas mais influentes no fortalecimento do gênero e por contribuir na propagação da onda coreana internacionalmente. Ao longo de sua carreira, recebeu numerosos prêmios e foi responsável por diversos recordes, incluindo o de artista com mais semanas em número um no serviço de música online Melon. Além disso, tornou-se o primeiro artista sul-coreano a entrar nas listas "Celebrity 100" e "30 under 30" da revista estadunidense Forbes, em 2016 e 2017, respectivamente. Citando sua popularidade global e contribuição para o K-pop, o jornal The Washington Post descreveu o Big Bang como "a maior banda da ásia" e a revista The Hollywood Reporter como "a maior boy band do mundo".

## História

### 2000–2006: Formação e estreia
Antes da estreia do grupo, alguns dos membros já haviam participado da indústria do entretenimento. Com onze anos de idade, G-Dragon e Taeyang foram os primeiros a juntarem-se ao sistema de treinamento da YG Entertainment. T.O.P era um rapper underground e utilizava o nome artístico de "Tempo". Uma de suas faixas mais populares foi "Buckwild", uma parceria com NBK Gray. Após G-Dragon ser abordado pela YG Entertainment a fim de ser um dos possíveis candidatos a iniciar um grupo masculino, ele contactou T.O.P, seu amigo de infância, levando-o a participar de uma audição. Seungri apareceu pela primeira vez no programa de televisão chamado Let's Cokeplay: Mnet Battle Shinhwa, em que o grupo Shinhwa procurava membros para compor a "segunda geração Shinhwa". Assim, a formação original do Big Bang consistia em 6 membros, além dos supracitados G-Dragon, Taeyang, T.O.P e Seungri, foram adicionados Daesung e So-1, que também foram selecionados através de audições. A formação do grupo foi apresentada em um documentário para a televisão e antes de sua estreia oficial, So-1 foi retirado.
O Big Bang realizou sua estreia oficial em 19 de agosto de 2006 na Olympic Gymnastics Arena em Seul, durante o concerto de dez anos da YG Family. No mesmo mês lançaram Bigbang, seu primeiro single, contendo as faixas "We Belong Together", com a participação da companheira de gravadora Park Bom; "A Fool's Only Tears" (hangul: 눈물 뿐인 바보; rr: Nunmulppunin Babo) e "This Love", uma adaptação da canção da banda de pop rock estadunidense Maroon 5, que foi reescrita e performada por G-Dragon. Suas vendas foram de cerca de quarenta mil cópias. Em 23 de setembro de 2006, o grupo realizou sua apresentação de estreia na televisão seguido do lançamento do segundo single, Big Bang is V.I.P, que obteve vendas de 32,000 cópias. Seu último single, Big Bang 03, obteve vendas finais próximas a quarenta mil cópias. No fim de dezembro de 2006, o Big Bang lançou o seu álbum de estreia intitulado Bigbang Vol.1-Since 2007, que vendeu mais de 110,000 cópias, e em seguida realizou seu primeiro concerto de nome The Real, para um público de doze mil pessoas.

### 2007–2008: Avanço do sucesso e estreia no Japão

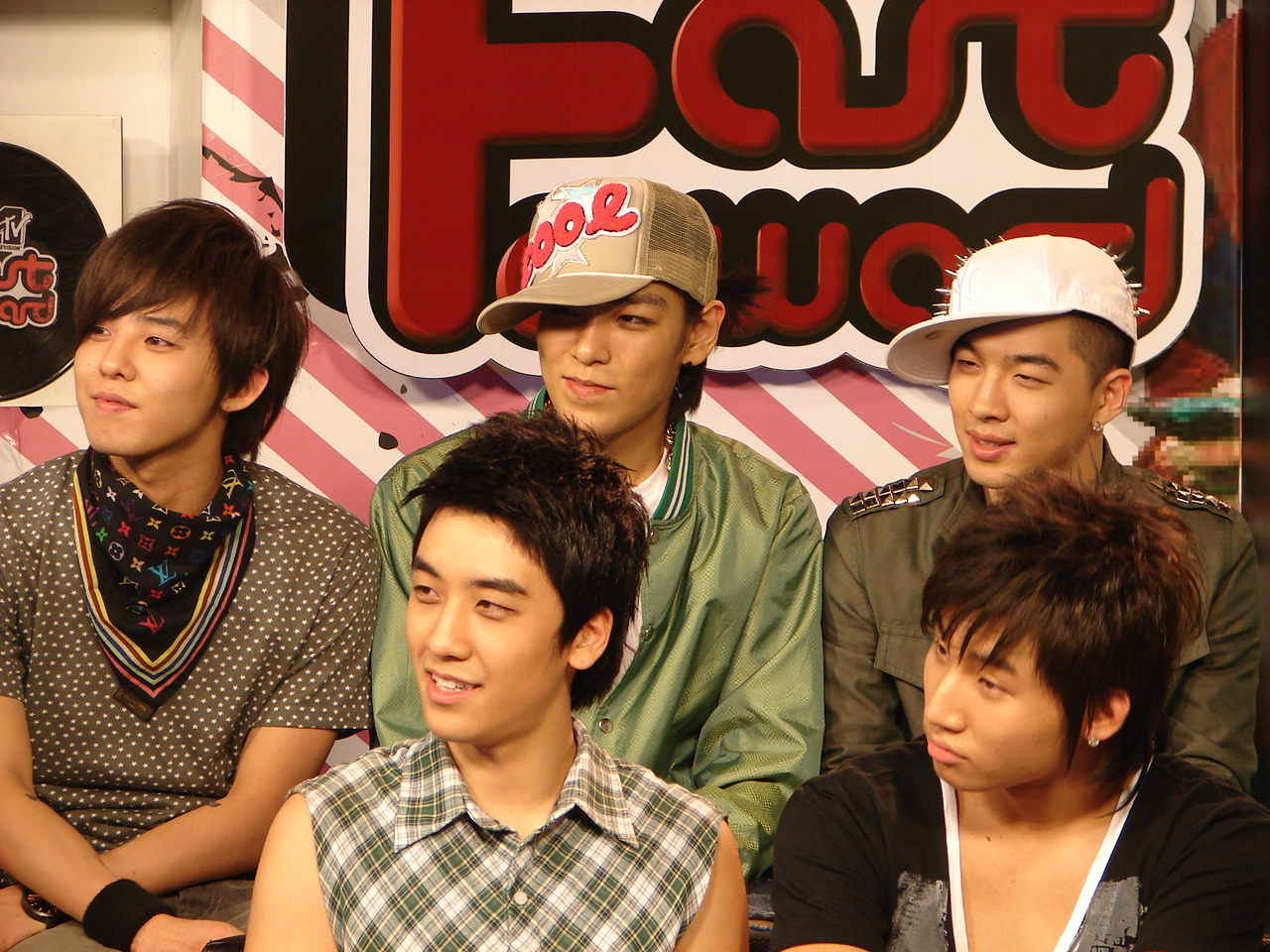
Big Bang no MTV Fast Forward na Tailândia em dezembro de 2007.

Em 8 de fevereiro de 2007, o Big Bang lançou First Live Concert: The Real, o seu primeiro álbum ao vivo, que vendeu trinta mil cópias até o final do ano. O grupo também iniciou a turnê Want You, visitando cinco cidades sul-coreanas. Seu primeiro EP, Always (2007), que teve G-Dragon como o principal compositor, marcou diversas mudanças para o grupo. Apesar de anteriormente já estarem escrevendo e compondo suas próprias canções, o quinteto decidiu ter maior controle sobre sua música, afastando-se de suas raízes de hip hop. O referido EP, também foi o responsável por ter introduzido a música eletrônica as canções do grupo. Além disso, sua recepção foi bastante positiva, principalmente no que diz respeito a canção "Lies", descrita pelos críticos musicais como "de alto nível". Lançado como o primeiro single, tornou-se o seu primeiro sucesso número um e o EP em si, vendeu mais de 120,000 cópias. Seu segundo EP, Hot Issue, lançado no mesmo ano, seguiu o sucesso de seu antecessor. A faixa-título "Last Farewell", conquistou a primeira posição em diversas paradas de serviços de música online, incluindo Juke-On e Melon, onde permaneceu no topo por oito semanas consecutivas. A canção também ganhou o prêmio de Canção do Mês do Cyworld, e impulsionou as vendas de mais de 120,000 cópias de Hot Issue na Coreia do Sul. Paralelamente, o Big Bang realizou o concerto Big Bang is Great, com todos os seus ingressos vendidos em apenas dez minutos.
Posteriormente, foi relatado que alguns membros haviam sido hospitalizados devido ao excesso de apresentações e exaustão, interrompendo suas atividades promocionais. Mais tarde, foram divulgados relatórios em que seus álbuns e singles estavam com uma demanda muito alta, levando a gravadora a reimprimir e reembalá-los para relançamento. Com o sucesso de seus EPs, o grupo recebeu diversos prêmios, incluindo o de Melhor Grupo Masculino e Canção do Ano no Mnet Asian Music Awards em 2007. E posteriormente o de Artista do Ano no Seoul Music Awards. O Big Bang ganhou um total de ₩ 12 bilhões de wones (cerca de US$ 11,5 milhões de dólares) até o fim do ano.
Com o fim do ano de 2007, o Big Bang aventurou-se no mercado fonográfico do exterior, indo para o Japão. Seu primeiro EP japonês, For the World, lançado no início de 2008, alcançou a posição de número dez na parada de álbuns de música ocidental da Oricon apesar da pouca promoção recebida. O grupo também realizou um concerto no JCB Hall em Tokyo Dome City. O Big Bang retornou a Coreia do Sul após as suas promoções no Japão terminarem, e embora suas atividades tenham sido atrasadas devido a projetos solo, o seu terceiro EP coreano, Stand Up (2008), foi lançado contendo a participação do DJ e produtor japonês Daishi Dance e da banda de rock sul-coreana No Brain. Stand Up ultrapassou a marca de duzentas mil cópias vendidas. "Day by Day", sua faixa-título, alcançou a primeira posição em diversas paradas dos serviços de música online sul-coreanas, durante seis semanas consecutivas. Seguindo o seu êxito, outras cinco canções também entraram no Top 20, como "Heaven" (hangul: 천국; rr: Cheonguk) alcançando o segundo lugar, "Oh My Friend" em número nove, "A Good Man" (hangul: 착한 사람; rr: Chaghan Salam) em doze, e "Lady" em dezesseis.
Durante o lançamento de seus materiais coreanos, o quinteto lançou a canção japonesa "Number 1" do álbum de mesmo nome (2008), apresentando-a em programas de rádio e televisão japoneses. O álbum alcançou a posição de número três na parada diária de álbuns da Oricon. O seu segundo álbum coreano, Remember, também lançado em 2008, trouxe como primeiro single "Sunset Glow" (hangul: 붉은 노을; rr: Byulkeun Noeul), seguido de "Strong Baby", uma faixa solo de Seungri. O álbum vendeu mais de duzentas mil cópias, e o grupo recebeu seu segundo prêmio de Artista do Ano no Mnet Asian Music Awards. No fim do ano, foi relatado que o Big Bang havia ganho um total de ₩ 36 bilhões de wones (cerca de US$ 34.500 milhões de dólares).

### 2009–2011: Projetos solo, atividades no Japão eTonight

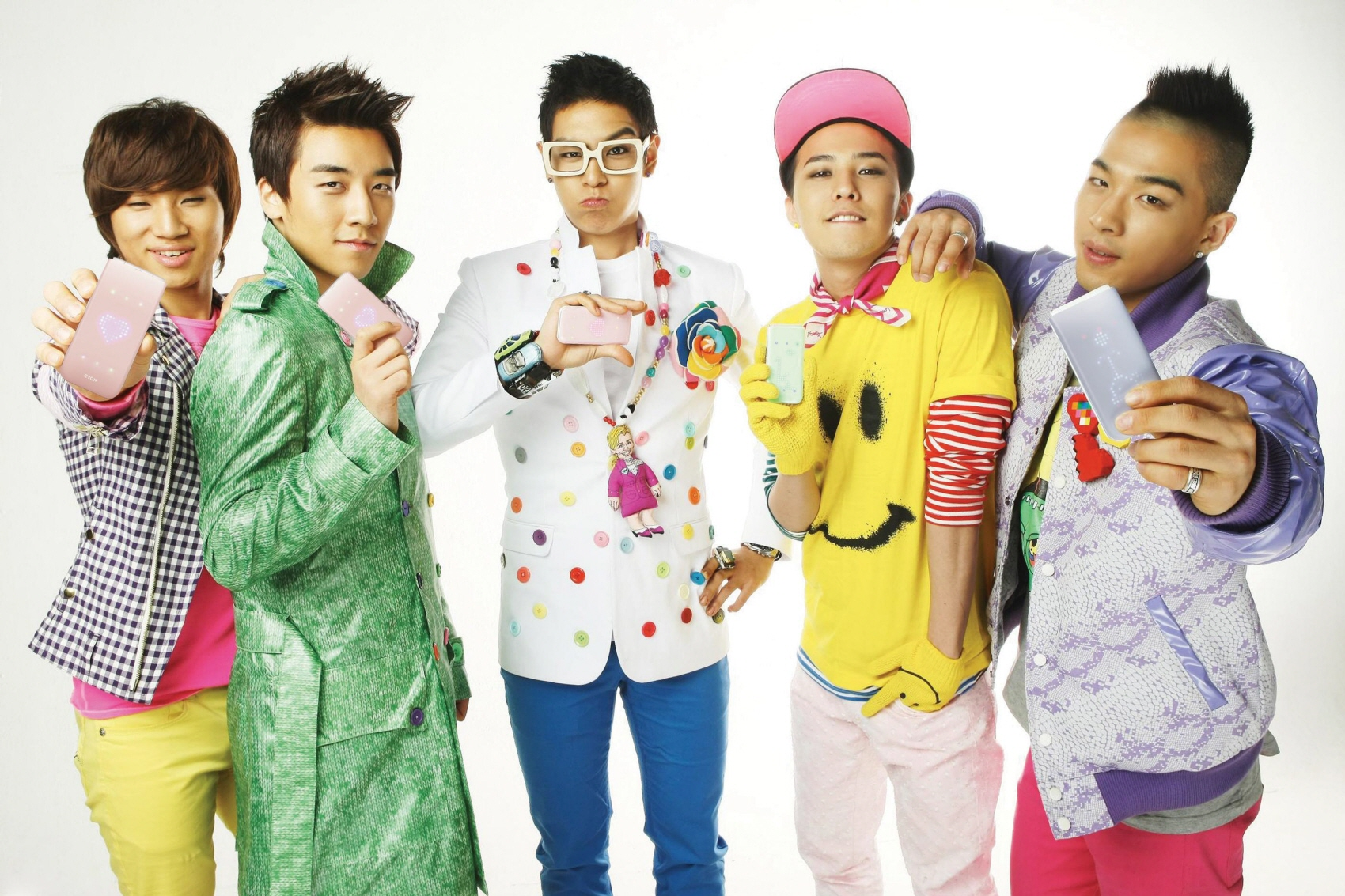
Imagem de Big Bang para anúncio publicitário em 2010

Enquanto o grupo estava em uma pausa no início de 2009, seus membros seguiram em atividades solo. Eles reuniram-se posteriormente para colaborar com o 2NE1, um novo grupo feminino de sua gravadora, apelidada na ocasião de "O Big Bang feminino", para o lançamento da canção "Lollipop", utilizada para promover um telefone celular da empresa LG, além disso, um vídeo musical também foi filmado para a sua promoção. Em seguida, lançou seu terceiro single promocional intitulado "So Fresh, So Cool", para a marca de cerveja Hite, sem a presença de Seungri, que não possuía idade para beber. Em agosto de 2009, seu segundo álbum japonês foi lançado pela Universal Music Japan e promovido através de dois singles: "My Heaven" e "Gara Gara Go!!" (Japonês: ガ ラ ガ ラ Go!!). Sendo "My Heaven", uma versão japonesa de seu single coreano "Heaven" do EP Stand Up (2008). A canção estreou na posição de número três na Oricon Singles Chart. "Gara Gara Go!!" alcançou o quinto lugar e o álbum em si posicionou-se em número três na Oricon Albums Chart
Em janeiro de 2010, o Big Bang realizou o concerto Big Show 2010 na Olympic Gymnastics Arena. No mês seguinte, foi ao Japão realizar a turnê Electric Love. Seu terceiro álbum de estúdio japonês, Big Bang 2 (2011), foi precedido pelo lançamento de três singles: "Koe wo Kikasete" (Japonês: 声をきかせて lit. "Deixe-me Ouvir Sua Voz"), "Tell Me Goodbye" e "Beautiful Hangover". "Koe wo Kikasete"  foi incluída no drama japonês Ohitorisama (Japonês: お ひ と り さ ま; One Person) e atingiu a posição de número quatro na Oricon Singles Chart. "Tell Me Goodbye" foi incluída no relançamento do drama sul-coreano Iris (2009) no Japão. A canção provou ser popular recebendo comentários favoráveis e venceu o prêmio de Canção do Ano no Japan Record Awards. Na Coreia do Sul, o grupo lançou dois singles com vínculos promocionais, o primeiro "Lollipop Part 2", para promover um telefone celular e o segundo  "Shout of the Reds", que contou com a participação da banda de rock Transfixion e da patinadora Kim Yuna, em apoio a Copa do Mundo de 2010. Durante a maior parte do ano, os membros promoveram seus trabalhos individuais, incluindo o lançamento da subunidade GD&TOP com seu álbum de colaboração. O Big Bang também recebeu diversos prêmios notáveis, incluindo o de 5 Novos Artistas no Japan Gold Disc Awards, bem como o prêmio de Melhor Novo Artista. Próximo ao fim do mês de maio, o grupo recebeu os prêmios de Melhor Vídeo Pop e o de Melhor Novo Artista no MTV Video Music Awards Japan.

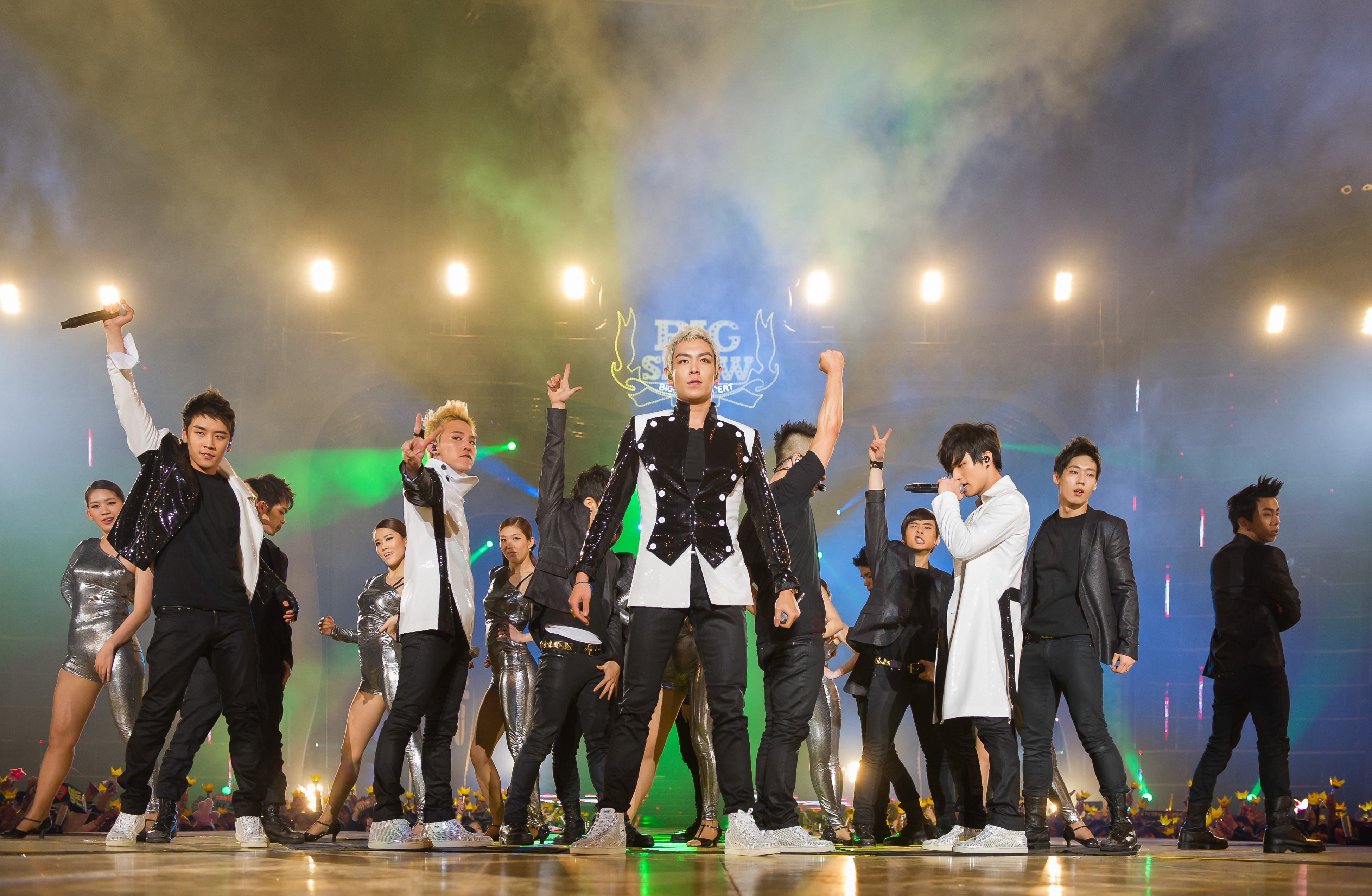
Apresentação do Big Bang durante o concerto Big Show 2011

Após quase dois anos de uma pausa de suas atividades como um grupo na Coreia do Sul, o Big Bang retornou ao país com seu concerto Big Show 2011. Onde apresentou canções de seu último EP Tonight (2011), que obteve uma pré-venda de dez mil cópias no Cyworld, superando o recorde estabelecido pelo grupo TVXQ de 6,500 cópias em 2008. O EP que vendeu cem mil cópias em uma semana, obteve uma recepção positiva, com Choi Jun do Asiae elogiando a nova direção musical do grupo, reconhecendo que durante os seus dois anos de pausa, o "seu estilo e sensibilidade musicais se aprofundaram". Após sete dias do lançamento de Tonight, foi relatado que o grupo já havia ganho ₩ 7 bilhões de wones (cerca de US$ 6,6 milhões de dólares). Ademais, sua faixa-título de mesmo nome, conquistou a primeira posição na Gaon Digital Chart. Logo após as promoções de Tonight se encerrarem, o Big Bang lançou um álbum de edição especial trazendo duas novas faixas: "Love Song" e "Stupid Liar". Posteriormente, o grupo iniciou a sua terceira turnê japonesa intitulada Love & Hope em apoio ao álbum, que obteve público total de cem mil pessoas.
Em 2011, o Big Bang venceu os prêmios de Melhor Artista Global do MTV Europe Music Awards, como os representantes da região Ásia-Pacífico, recebendo mais de 58 milhões de votos, e o prêmio de Melhor Vídeo Musical com "Love Song", no Mnet Asian Music Awards. Mais tarde o grupo participou da YG Family 15th Anniversary concert tour, que foi seguido do lançamento em 14 de dezembro, de sua terceira coletânea de maiores sucessos, contendo uma versão japonesa da canção "Day by Day". O álbum liderou a Oricon Albums Chart em seu primeiro dia de lançamento e vendeu mais de catorze mil cópias em sua primeira semana. Foi relatado que o Big Bang ganhou ₩ 88 bilhões de wones (cerca de US$ 84.500 milhões de dólares) em 2011, apesar de sua promoção ter sido de apenas meio ano. Entre os ganhos inclusos, estão um concerto do grupo para a emissora SBS de nome Big Bang Show, bem como as turnês 2011 Big Show e Love & Hope no Japão.

### 2012–2014:Alive, reconhecimento internacional e primeira turnê mundial

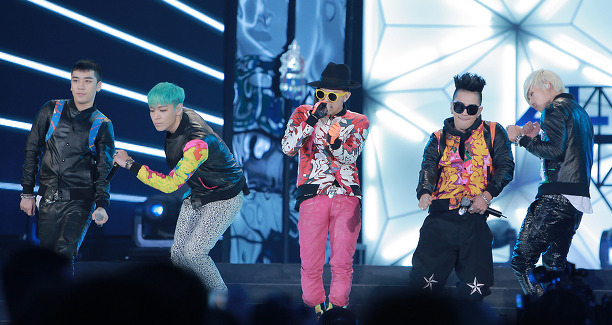
Big Bang executando "Fantastic Baby" no evento K-Collection Fashion Show em março de 2012.

Em janeiro de 2012, a YG Entertainment deu início a divulgação de Alive, o quinto EP coreano do Big Bang, lançado em 29 de fevereiro. Sua pré-venda obteve 260.000 cópias em duas semanas. "Blue" tornou-se o seu primeiro single, lançado uma semana antes do EP, e alcançou a primeira posição em todas paradas dos serviços de música online. Sendo seguido por "Bad Boy" e "Fantastic Baby", que tiveram pico de número dois e três, respectivamente, na Gaon Digital Chart. Alive tornou-se um sucesso comercial, vendendo mais de duzentas mil cópias em seu primeiro mês de lançamento. Internacionalmente, o Big Bang obteve cinco posições na Billboard K-Pop Hot 100, e a posição de número 150 da Billboard 200, tornando o grupo o primeiro artista sul-coreano a ter um álbum em língua coreana na parada estadunidense. Sua popularidade também impulsionou sua entrada na Billboard Social 50, na posição de número 24. Mais tarde, o grupo recebeu reconhecimento de sites locais notáveis, como a da revista Time e uma imagem sua foi destaque na página inicial do Grammy Awards.
O lançamento do álbum coincidiu com o seu concerto anual, Big Show 2012, realizado no Estádio Olímpico de Seul entre 2 a 4 de março para quarenta mil fãs com ingressos esgotados. Isto marcou o início de sua primeira turnê mundial intitulada Alive Galaxy Tour, em parceria com a Live Nation, que foi dirigida pela renomada coreógrafa Laurieann Gibson. A turnê levou o grupo a apresentar-se em mais de 21 cidades em treze países, incluindo seus primeiros concertos nos Estados Unidos, Hong Kong e Europa. Filmagens do Big Show foram transmitidas para 160 países através do programa MTV World Stage da MTV, o que auxiliou na promoção de sua turnê mundial. A mesma encerrou-se com um período de três noites em Seul, no início do ano seguinte. Uma versão japonesa de Alive foi lançada como álbum em 28 de março de 2012, atingindo a posição de número dois na Oricon Albums Chart. Sua versão física contém a canção "Day by Day" em japonês, além de duas faixas japonesas adicionais. As vendas do álbum totalizaram mais de duzentas mil cópias, o que o levou a ser certificado como ouro pela RIAJ. As promoções japonesas do Big Bang iniciaram-se com uma apresentação no Springroove Festival 2012, ao lado de artistas de hip hop estadunidenses e japoneses, sendo um dos primeiros artistas coreanos a serem convidados para o mesmo. Após o êxito de seu retorno, em 3 de junho do mesmo ano, o Big Bang lançou um álbum de edição especial intitulado Still Alive, contendo a faixa-título "Monster". O álbum vendeu mais de cem mil cópias em seu primeiro mês de lançamento. Em 20 de junho, o álbum japonês Alive também recebeu o lançamento de uma edição especial, sob o nome de Alive: Monster Edition, após seu homólogo coreano.
O sucesso de seu álbum de edição especial impulsionou ainda mais o reconhecimento global do grupo, que alcançou a posição de número onze na Billboard Social 50. Em 30 de novembro de 2012, o Big Bang recebeu os prêmios de Melhor Grupo Masculino e Artista do Ano no Mnet Asian Music Awards. Além disso, venceu o prêmio de Melhor Fã na premiação italiana TRLAwards. Após suas atividades promocionais encerrarem-se, os membros do Big Bang realizaram suas atividades individuais durante a maior parte do ano de 2013. O grupo reuniu-se em novembro do mesmo ano, a fim de realizar a sua Japan Dome Tour, com apresentações em seis diferentes arenas de cúpula japonesas, tornando-se o primeiro artista estrangeiro a fazê-lo. Em outubro de 2014, o quinteto apresentou-se na cerimônia de encerramento dos Jogos Asiáticos de 2014 em Incheon, Coreia do Sul e no mês seguinte, iniciou sua segunda turnê pelas arenas de cúpula do Japão. O grupo tornou-se o artista coreano que mais atraiu público japonês no ano de 2014.

### 2015–2016:Made, segunda turnê mundial e aniversário de dez anos
Durante o ano de 2015, o Big Bang reuniu-se para o lançamento de um projeto especial contendo quatro singles: M, A, D e E. Em 1 de maio, M foi lançado contendo as canções "Loser" e "Bae Bae", que alcançaram as posições de número um e dois, respectivamente, na Billboard World Digital Songs, tornando o Big Bang, o primeiro grupo masculino de K-pop a liderar a parada, além de ser o segundo artista coreano, a ocupar as duas primeiras posições simultâneamente. "Loser" venceu o prêmio de Canção do Ano no Golden Disc Awards, enquanto "Bae Bae" venceu o prêmio de Canção do Ano no Korean Music Awards. Em 1 de junho, A foi lançado contendo as canções "Bang Bang Bang" e "We Like 2 Party", que também ocuparam as posições de número um e dois, respectivamente, na Billboard World Digital Songs. "Bang Bang Bang" venceu o prêmio de Canção do Ano no Mnet Asian Music Awards e recebeu o título de "Canção Internacional do Verão" pelo MTV Iggy. Além disso, tornou-se o single de melhor desempenho do ano de 2015 na Coreia do Sul.

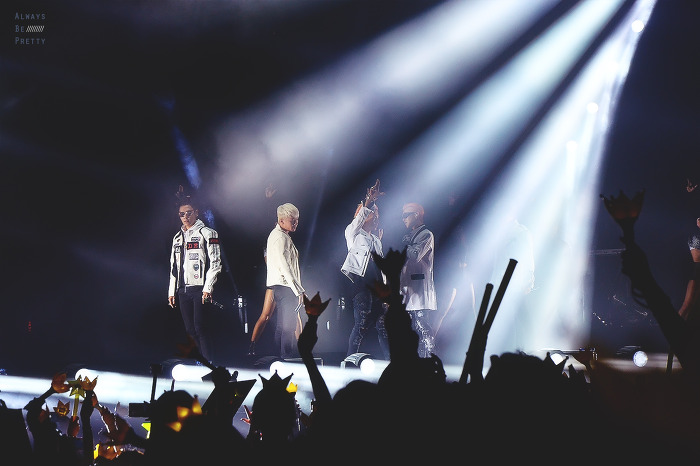
Apresentação do Big Bang durante a turnê Made World Tour na China em junho de 2015.

Em 1 de julho, D foi lançado contendo as canções "If You" e "Sober"  (hangul: 맨정신; rr: Maenjeongsin), que alcançaram as posições de número um e dois, respectivamente, na Gaon Digital Chart. Seus lançamentos mensais foram concluídos em 5 de agosto com E, contendo as canções "Zutter" (hangul: 쩔어; rr: Jjeoreo), pertencente a subunidade GD&TOP e "Let's Not Fall in Love" (hangul: 우리 사랑하지 말아요; rr: Uri Saranghaji Marayo), ambas atingiram as posições de número dois e um, respectivamente, na Gaon Digital Chart e Billboard World Digital Songs. Para a promoção de seus singles, o grupo iniciou sua segunda turnê mundial, intitulada Made World Tour, que recebeu sucesso tanto comercial quanto de crítica. Ela reuniu um público de 1,5 milhões de pessoas ao redor do mundo, tornando-se a maior turnê já realizada por um artista sul-coreano. No fim do ano de 2015, foi relatado que o Big Bang havia ganho um total de ₩ 140 bilhões de wones (cerca de US$ 120 milhões de dólares). Apesar do sucesso comercial dos singles lançados, o lançamento do álbum completo previsto para o mês de setembro, foi adiado para que o grupo pudesse adicionar novas canções e descansar após quatro meses de promoções. Em 2016, o quinteto continuou em turnê, desta vez apresentando-se pela Made V.I.P Tour na Ásia e Estados unidos, onde tornou-se o artista de maior faturamento do ano na China Continental. Em abril e março, apresentou-se no Japão através da turnê Fantastic Babys, reunindo 280 mil pessoas.
Em celebração a seu aniversário de dez anos, foram anunciados diversos projetos especiais como parte de suas comemorações. O primeiro foi o documentário Big Bang Made lançado em 30 de junho, que exibiu o grupo durante a turnê Made World Tour. O segundo foi a turnê 0.TO.10, que incluiu apresentações no Yanmar Stadium Nagai em Osaka e no Seul World Cup Stadium em Seul, para um público total de mais de um milhão de espectadores. O terceiro foi a exposição de arte intitulada A TO Z, realizada na Coreia do Sul entre agosto a outubro de 2016 e Taiwan entre junho a agosto de 2017, que mostrou a história do grupo. Em dezembro de 2016, o Big Bang lançou Made, seu terceiro álbum de estúdio coreano, após um atraso de mais de um ano. Seu lançamento resultou na projeção dos singles "Fxxk It" (hangul: 에라 모르겠다, rr: Era Moreugedda) e "Last Dance". As duas canções juntamente com "Girlfriend", alcançaram os primeiros lugares na Gaon Digital Chart e venderam juntas, mais de um milhão de cópias digitais na Coreia do Sul em apenas cinco dias. Além disso, atingiram as posições de número dois, três e quatro, respectivamente, na Billboard World Digital Songs, vendendo juntas treze mil cópias nos Estados Unidos. A versão digital do álbum, vendeu um total de 1,113,494 cópias nas três principais plataformas de música chinesas. Made levou o Big Bang a entrar pela segunda vez na Billboard 200, ao alcançar a posição de número 172. Adicionalmente, o álbum estreou em número um na Billboard World Albums e Billboard Heatseekers Albums. Mais tarde, com o intuito de encerrar as atividades promocionais de Made e sua turnê de dez anos, o Big Bang realizou sua última apresentação em Hong Kong em 21 e 22 de janeiro de 2017, como parte da turnê 0.TO.10.

### 2017–2021: Serviço militar obrigatório, outras atividades e saída de Seungri
No início de 2017, o Big Bang realizou uma pausa em suas atividades como um quinteto, devido ao serviço militar obrigatório de T.O.P, que iniciou-se em 9 de fevereiro. No mês de abril, a YG Entertainment em uma colaboração com a plataforma Youtube Red, lançou uma série especial intitulada Run, Big Bang Scout!, com um total de sete episódios, em celebração ao aniversário de dez anos do grupo, a mesma tornou-se o primeiro conteúdo original do serviço a ser produzido fora dos Estados Unidos. Em novembro do mesmo ano, como um quarteto, o grupo realizou a Last Dance Tour, sua sexta turnê anual japonesa, com catorze concertos, reunindo público de 696,000 pessoas, seu encerramento ocorreu em 30 e 31 de dezembro na Gocheok Sky Dome em Seul. No ano seguinte, G-Dragon iniciou seu serviço militar obrigatório em 27 de fevereiro de 2018, seguido dos membros Taeyang e Daesung em 12 e 13 de março, respectivamente. Um single de despedida de nome "Flower Road", foi lançado em formato digital em 13 de março de 2018, a fim de tornar-se um presente aos fãs do grupo, a canção atingiu a primeira posição na Gaon Digital Chart por três semanas consecutivas e liderou a Billboard World Digital Songs, além de estabelecer o recorde de canção  mais rápida a atingir vendas de um milhão de cópias na China por um artista coreano.
Em 11 de março de 2019, Seungri anunciou que iria aposentar-se da indústria musical, após estar envolvido em alegações relacionadas ao clube noturno Burning Sun, resultando em sua saída do grupo. Em 6 de julho de 2019, T.O.P tornou-se o primeiro integrante a completar o serviço militar, seguido por G-Dragon em 25 de outubro do mesmo ano. Taeyang e Daesung foram dispensados do exército pouco depois, em 10 de novembro. Em 3 de janeiro de 2020, foi anunciado que o grupo se apresentaria no festival Coachella, o que marcaria a primeira performance ao vivo do conjunto em três anos. A apresentação, no entanto, não aconteceu, devido ao cancelamento do festival em virtude da pandemia de COVID-19. Em março, apesar de muita especulação, foi confirmado que todos os quatro membros renovaram seus contratos com a YG Entertainment, e estavam em processo de preparação para um retorno, que foi mais tarde adiado devido à pandemia global.

### 2022–presente: Retorno, mudanças de gravadora e saída de T.O.P
Em 7 de fevereiro de 2022, a YG Entertainment anunciou que o conjunto retornaria com um single digital na primavera boreal. A empresa também anunciou que T.O.P havia encerrado seu contrato exclusivo, embora continuasse como parte das atividades do grupo. A canção, "Still Life", foi lançada em 5 de abril, marcando o primeiro comeback do Big Bang em quatro anos e também o primeiro como quarteto. "Still Life" estreou no topo da parada sul-coreana Gaon Digital Chart, tornando-se a décima-primeira faixa do grupo a ocupar a primeira colocação, um recorde na história da tabela. Com apenas três dias e meio de contagem, o single também chegou às dez melhores colocações das paradas Global 200 e Global Excl. U.S, compiladas pela revista Billboard e que medem o desempenho global das faixas. Com esse feito, tornaram-se o terceiro ato coreano a ocupar as dez primeiras posições desses compilados. "Still Life" estreou na primeira posição das paradas de Hong Kong, Malásia, Singapura, Vietnã e na terceira colocação nas paradas Taiwan Singles Chart e Austrália Hitseekers Singles, tornando-se a primeira canção a entrar nos charts desses países. A canção também estreou no top 100 de diversos países, tais como Nova Zelândia, Países Baixos, Hungria, Japão, Reino Unido e Canadá.
Em dezembro de 2022, a YG confirmou que Daesung havia terminado seu contrato com a empresa e estava buscando um novo começo. No mesmo mês, Taeyang assinou contrato com as gravadoras The Black Label, afiliada da YG, e Interscope Records, para representação fora do continente asiático. Em 31 de maio de 2023, T.O.P revelou que "já havia se retirado" do grupo. Em junho de 2023, o contrato oficial de G-Dragon com a YG expirou, tornando-o o último membro do Big Bang a deixar a companhia.

## Características artísticas

### Estilo musical e letras
Enquanto o K-Pop é conhecido por produzir grupos altamente fabricados, oriundos do gênero bubblegum, o Big Bang tem sido elogiado por sua individualidade e capacidade de fundir um som pop com elementos de rap, R&B e dance. O quinteto é conhecido pelo experimentalismo e por "dominar um estilo de música que ultrapassa as fronteiras de gênero". Durante seus primeiros anos de carreira, sua música foi predominantemente baseada no hip hop e pop rap, embora também incorporasse em seus álbuns canções de R&B. Um jornalista do Yahoo! Japan, comparou seus trabalhos iniciais com a de artistas estadunidenses de hip hop como o grupo The Black Eyed Peas, afirmando que suas canções incluem "vocais cativantes, [...] rap e personalidade". A canção "My Girl", um solo de Taeyang presente no primeiro álbum do grupo, foi descrita como "suave, sexy e intensa", em uma lembrança ao cantor Omarion. Semelhantemente a "Next Day" (hangul: 다음날; rr: Daeum Nal), primeiro solo de Seungri e pertencente ao mesmo álbum, descrita como tendo uma "intensa vibração de Usher dos anos 90". O EP Always (2007), trouxe uma mudança notável de estilos musicais a carreira grupo, com o Big Bang experimentando a música eletrônica e definindo-a como uma tendência musical na Coreia do Sul. Do EP Hot Issue lançado no mesmo ano, a canção "Fool" (hangul: 바보; rr: Babo) "com influências do subgênero Shibuya-kei, trouxe uma "forte batida dance pareada com um suave disco".
"Day by Day", de Stand Up (2008), recebeu elogios por "construir perfeitamente seu ritmo, forçando um senso de ansiedade ao ouvinte através da batida corrente", além disso, foi aclamada como uma "obra-prima experimental". Eles ainda gravaram a faixa "Oh My Friend", uma canção de rock em colaboração com a banda de punk rock sul-coreana No Brain. Com Alive (2012), o Big Bang tornou-se reconhecido por sua demonstração vocal, ao contrário de seu autotune usual. O álbum foi descrito como tendo "um tipo de intensidade madura". Com "Blue" sendo distinguida por incluir "amostras eletrônicas e técnicas de produção mais interessantes" e "Bad Boy" como tendo um sentimento "nostálgico", sendo aclamada como "a canção pop perfeita" que "transcende a linguagem". Adicionalmente, "Monster" foi elogiada pelo uso de piano e som de orquestra, e a composição de "Bingle Bingle" (hangul: 빙글 빙글; rr: Binggeul Binggeul), foi apontada como sendo eletrônica e retrô, similar ao trabalho de artistas como Katy Perry e Daft Punk. Em Made (2016), o Big Bang realizou uma mistura de música eletrônica com soft rock, com o qual foi descrito como um "exemplificativo de sua carreira". "Loser" foi citada por "introduzir um estilo mais maduro" ao grupo "sem perder a imagem que construiu através de lançamentos anteriores", já "Bang Bang Bang" foi aclamada por seu som inspirado em EDM. "Let's Not Fall in Love" foi observada como uma canção que possui uma "produção exuberante que evoca uma gama de emoções" e "Girlfriend" como "um hip hop suave, em retorno aos seus primeiros dias".

Os membros do Big Bang ramificaram-se em outros estilos musicais em seus projetos solo, levando-os a serem descritos como "ricos em variedade" pelos seus fãs. O EP Hot de Taeyang, trouxe principalmente uma coleção de canções de R&B, com o cantor afirmando que este gênero era o seu "foco principal". O primeiro single digital de Daesung, "Look at Me, GwiSoon" (hangul: 날 봐, 귀순; rr: Nal Bwa Gwisoon), foi uma canção de trot que atraiu críticas devido à imagem do grupo de "artistas do hip hop". Para seu álbum de estreia, Heartbreaker, G-Dragon incorporou uma mistura de canções dance, hip hop e R&B. Para Justin Mccurry do The Guardian, "cada um dos cinco membros tem seu próprio olhar individual e uma gama musical igualmente eclética, abrangendo R&B, hip hop, house, electro e pop". Além disso, eles têm sido descritos como os "super-heróis artísticos" por mostrarem "versatilidade e sucesso em tudo o que fazem", de acordo com agências de entretenimento rivais.
 As experimentações contínuas realizadas pelo grupo através de uma gama variada de estilos musicais, e suas personalidades distintas, foram apontadas como uma das principais razões para a sua popularidade e longevidade. O jornal The Chosun Ilbo explicou sua "forte liderança entre os grupos de ídolos", como resultado da qualidade de sua música, observando que "sempre que o Big Bang lança novas canções, ele quer introduzir algo novo e nos contar novas histórias. Esta é a razão pela qual é diferente dos outros ídolos, tanto em termos de vestuário como em coreografia". Internacionalmente, o Big Bang é muitas vezes referido como um grupo de "K-pop", um rótulo que eles não apreciam. T.O.P observa que: "você não divide a música pop pelo grupo étnico de quem está fazendo. Nós não dizemos, por exemplo, "pop branco", quando são pessoas brancas que fazem a música".
O grupo é conhecido por manter um firme controle sobre a sua carreira, envolvendo-se fortemente na criação de suas músicas desde sua estreia, ao contrário de outros artistas sul-coreanos. G-Dragon é o mais envolvido na produção de materiais para o Big Bang, escrevendo letras e compondo músicas como "Lies", "Last Farewell" e "Day by Day". Temas recorrentes em suas letras são o amor e relacionamentos. Em "Bingle Bingle", um protagonista pede para seu interesse amoroso dar o próximo passo no relacionamento" em oposição a "Let's Not Fall in Love", onde o crescimento de um relacionamento é interrompido, a fim de não se partir o coração da pessoa amada. O Big Bang também aborda outros temas em suas canções. "Fantastic Baby" e "Bang Bang Bang" são frequentemente descritas como músicas de clube, devido a seu conteúdo lírico, com a primeira sendo descrita  como tendo um tema "anarquista" e a última classificada como o "hino das festas de 2015". "Fxxk It" e seu uso de letra considerada vulgar, foi vista como uma evidência de seu crescimento etário. Sua música "Loser", foi uma tentativa de "humanizar o grupo" ao discutir suas falhas. "Bae Bae" foi notada pela sua metáfora sobre sexo. "Sober" aborda a perseguição de um sonho enquanto "Last Dance" é um ode ao tempo do grupo juntos. As contribuições de G-Dragon foram elogiadas pelo The Korea Times, que descreveu-o como um "cantor e compositor genial". O próprio cantor descreve o Big Bang como um "um grupo idol que não nasceu do talento mas do esforço". Um colunista do Yahoo! Japan elogiou o grupo por seu envolvimento com seu trabalho, afirmando que "talvez, contribuindo para seus próprios materiais, não somente tornaram-se em sincronia um com o outro, mas cada personalidade se destacou".

### Performances ao vivo
O Big Bang é conhecido por suas apresentações bem produzidas, que são completadas com coreografia, figurinos e adereços. O grupo foi muitas vezes coreografado por Seungri e Shaun Evaristo. Enquanto inicialmente se baseasse fortemente na dança de rua para seus movimentos, o grupo realizou uma transição para outros estilos de coreografia, com muitas delas sendo amplamente copiadas e refeitas. Um de seus movimentos, em que se levanta suas camisas para expor seus abdomens, rapidamente ganhou popularidade online e tornou-se uma das principais pesquisas na internet. Um outro movimento, em que o grupo incorpora a ideia de "pular corda" como um movimento de dança, também ganhou a atenção de seus fãs. Em 2015, Parris Goebel foi a responsável por coreografar "Bang Bang Bang", que tornou-se uma das coreografias mais populares do ano.

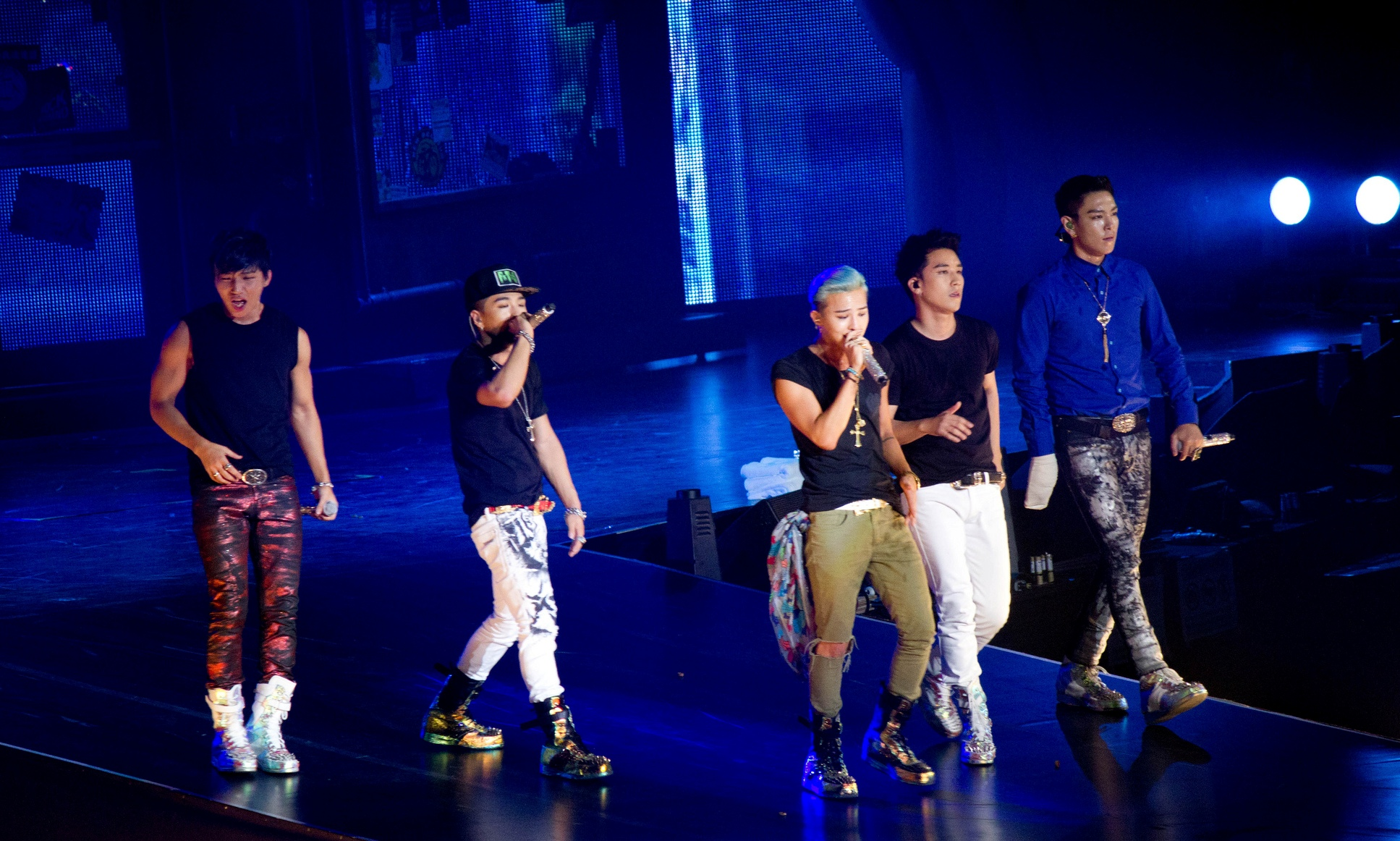
Big Bang durante apresentação pela turnê Alive Galaxy Tour em Singapura em setembro de 2012.

O grupo tem sido admirado pela forma de apresentação de suas canções, por sua entrega precisa no palco e ainda por sua força individual. No auge da popularidade de Psy com "Gangnam Style", o jornalista do New York Times, Jon Caramanica, observou como o concerto do Big Bang em Nova Jersey foi o "verdadeiro coração selvagem do K-pop" em oposição a Psy, destacando seus trajes coloridos, coreografia e performance de palco. Em 2012, seu concerto conquistou a primeira colocação em um ranking das Filipinas, referente aos três melhores concertos realizados no Mall of Asia Arena daquele ano e o de melhor concerto de K-pop da América do Sul, por sua apresentação em Lima. Quando comparados a artistas ocidentais como Justin Bieber e One Direction, a apresentação do Big Bang foi notada por "ser mais [...] fresca, o som mais alto, a dança mais afiada". Além disso, o grupo classificou-se em terceiro lugar na lista de melhores concertos de 2012 do New York Times, pela sua turnê Alive Galaxy Tour no Prudential Center em Nova Jersey.
Em março de 2012, Krista Mahr, correspondente do sul da Ásia para a revista Time, escreveu um artigo sobre o seu primeiro concerto de K-Pop na Olympic Gymnastics Arena, em Seul, descrevendo o grupo como os "Deuses do K-pop" pela sua presença de palco. A sua Made World Tour de 2015, foi um sucesso tanto comercial como de crítica, com o Los Angeles Times descrevendo o Big Bang como "um dos mais inventivos e esteticamente visionários de seu gênero" e especificando seu concerto em Anaheim como um "momento extremamente significativo para o K-Pop", elogiando ainda a diversidade de suas canções e performances. Ao incluir o grupo em sua lista de melhores concertos do ano pela segunda vez, o New York Times observou como seu concerto é "elétrico, elegante e atordoantemente agitado, realizado por um dos artistas mais vitais do K-pop, fazendo até mesmo seus maiores homólogos americanos se parecerem com amadores".

### Imagem e moda
Citando o grupo Shinhwa como sua influência e modelo, o próprio Big Bang estende-se como influência para além da indústria da música, moldando as tendências da indústria da moda. Apelidado de "a moda Big Bang", seu estilo tem ganho inúmeros seguidores em toda a Ásia e tornou-se um fenômeno cultural na Coreia do Sul. O conceito de imagem adotado em sua estreia, foi o do hip hop, porém, com o lançamento do EP Always (2007), houve uma mudança de sua imagem, onde tendeu-se para um estilo mais preppy-punk, incluindo o uso de jeans skinny com tênis converse ou de cano alto, que tornou-se moda na Coreia do Sul. Taeyang também trocou o uso do penteado de cornrows (em português: tranças enraizadas) pelo falso moicano, seguindo a tendência do grupo de alterar constantemente seus penteados e cores de cabelo ao longo dos anos. Sendo vistos usando marcas como Bape, 10 deep, Louis Vuitton, Jeremy Scott e Phenomenon, o Big Bang também veste moletons personalizados, em muitas de suas apresentações e vídeos musicais. Eles também foram creditados por trazerem de volta a moda "old school" para a moda popular, com o uso de sapatos de cano alto Nike e Reebok.
Descrito como o "mais fashionista" do grupo, G-Dragon é conhecido por usar lenços esportivos triangulares, que foram posteriormente apelidados de "lenços Big Bang". T.O.P também destacou-se pelo uso de óculos escuros durante as suas apresentações. As roupas que os membros vestem no palco tem ganho um status de cult entre seus fãs e são vendidos em lojas de butique como o DongDaeMun. Em 2011, o grupo colaborou com a marca japonesa de roupas Uniqlo, para lançar camisetas em promoção ao seu retorno ao mercado japonês, sendo relatado que "as vendas esgotaram-se após quinze minutos de abertura da loja". O Sun-Times descreveu-os como "os cinco membros mais bem vestidos e estilosos do mundo" e elogiou seu estilo por ser sempre "audacioso, inovador e definidor de tendências". Seu impacto na indústria da moda sul-coreana foi destaque na exibição da Vogue Coreia em Seul, sobre os cem anos da história da moda no país. O quinteto estabeleceu-se como um ícone da moda, atraindo também a atenção de estilistas ocidentais e sendo nomeado como um dos grupos masculinos mais estilosos de todos os tempos pela mídia ocidental.

## Impacto e legado
O Big Bang foi o primeiro artista ídolo, a ser creditado pelo hip hop coreano ter se expandido pelo mundo como representantes da onda coreana. O jornal The Korea Times descreveu-os como "os ícones do pop coreano". E a Yonhap News Agency afirmou que o quinteto ajudou a "difundir o K-pop como uma marca cultural que abrange os Estados Unidos, Europa, América Latina e Oriente Médio". Em 2011, a BBC declarou que "bandas de K-pop, incluindo o Big Bang, estão deixando sua marca no mundo", citando a contribuição do grupo para o crescimento econômico de sua agência, a YG Entertainment. Após o grupo vencer em 2011 o prêmio de Melhor Artista Global, do MTV Europe Music Awards, o Google anunciou que a sua subsidiária Youtube, iria lançar seu próprio canal de K-Pop em reconhecimento a popularidade e sucesso do gênero. O jornal britânico The Guardian, publicou um artigo que discute a importância de como a vitória do Big Bang, "lança uma luz sobre o surgimento e ascensão da música coreana em toda a Europa". Para Jacques Peterson, do The Sydney Morning Herald, o sucesso do grupo se dá por eles darem um "toque idiossincrático" a seu gênero, rompendo o molde que fabrica um grupo idol. O The Michigan Daily descreveu-os como um raro grupo que "inova e define a direção de um gênero", afirmando que tanto o grupo como seus membros de forma individual "deixaram uma marca musical que afetou o mercado global de música". Mark James Russell, um jornalista de entretenimento residente em Seul, elogiou o Big Bang por desafiar a categorização, declarando como "de todos os artistas comerciais, eles é que estão fazendo o máximo para empurrar os limites do que é considerado o K-pop". Anna Fifield do The Washington Post observou que o quinteto "tem definido e redefinido a música pop sul-coreana". Para ela, "Eles desafiaram a ideia de que o chamado K-pop é inevitavelmente revestido de açúcar, de produção industrial e que boy bands são somente sobre rostos bonitos e sincronização labial". O Los Angeles Times elogiou sua constante renovação musical e de imagem, o nomeando como "um dos artistas mais inventivos e esteticamente visionários de seu gênero". Para a Billboard, "nenhum artista cativou o mundo da música coreana na última década como o Big Bang", e acrescentou que eles tem "moldado a indústria musical coreana", tendo sido capazes de "ultrapassar as fronteiras internacionais e evitando as limitações da indústria do K-pop focada na juventude".

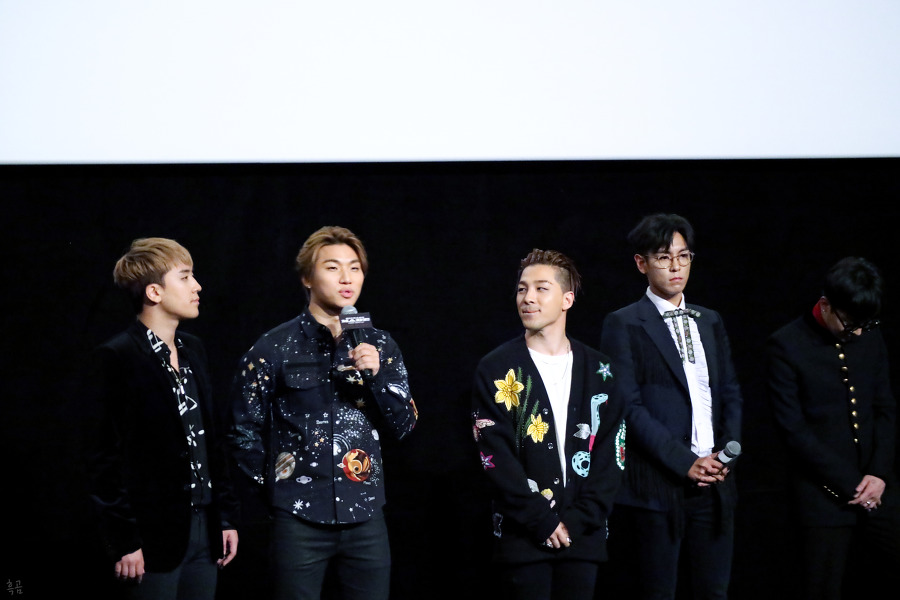
Big Bang durante pré-estreia de seu filme Big Bang Made em junho de 2016.

Em sua homenagem, o seu concerto Big Show foi escolhido pelo Comitê Turístico Sul-Coreano, como parte da campanha "Visit Korea 2010—2012", sendo creditado como o grupo de "grande impacto econômico para o país". O Big Bang continua a ser um rosto proeminente na Coreia do Sul no que se refere ao turismo, sendo escolhido pelo Ministério da Cultura, Esportes e Turismo como o embaixador do slogan: "Creative Icon" (em português: "Ícone Criativo") em 2016. No mesmo ano, classificou-se em segundo lugar em pesquisa realizada pela revista Time, que elegeu "As pessoas mais influentes do mundo", atrás apenas do político estadunidense Bernie Sanders. Mais tarde, a revista Forbes o listou na posição de número 54, em sua lista anual das "100 celebridades mais bem pagas do mundo", ao arrecadar de junho de 2015 a junho de 2016, o equivalente a US$ 44 milhões de dólares, tornando-o assim, o primeiro artista sul-coreano a entrar na lista, e o terceiro grupo masculino com o maior lucro anual, atrás apenas de One Direction e Backstreet Boys. O Big Bang também foi nomeado como um dos artistas mais influentes de impactar a onda coreana, ao longo dos últimos vinte anos, sendo creditados como os artistas que melhor representam o K-pop. Além disso, estabeleceu-se na primeira colocação em pesquisa realizada pelo jornal Dong-a Ilbo, que elegeu os "Melhores grupos de ídolos masculinos dos últimos 20 anos", realizada com o público sul-coreano em geral e críticos musicais. Adicionalmente, posicionou-se na classificação mais alta entre músicos na lista de "Figuras mais poderosas do entretenimento coreano", realizada pelo jornal JoongAng Ilbo. Em 2017, o grupo tornou-se o primeiro artista coreano a ser incluído na lista "30 Under 30" da revista Forbes, que lista os músicos que revolucionaram o mercado da música moderna.
O trabalho do grupo é citado como referência por vários artistas, incluindo Jill Scott, Pixie Lott, A*M*E, Nelly Furtado, Cho PD, Astro, BTS, Teen Top, Monsta X, Chang Kiha, Sonamoo,Topp Dogg, Nu'est, iKON, Glaiza de Castro e BewhY. A boy band chinesa Ok-Bang, foi criada especificamente após o Big Bang. Eles foram citados como tendo "muitas semelhanças com o grupo em termos de estilo musical, roupas e penteados". Além de receberem reconhecimento como um grupo, suas canções tornaram-se algumas das mais emblemáticas do K-pop. "Lies" foi creditada como seu primeiro grande sucesso e sua canção de assinatura, além disso, a mesma foi escolhida como a "Canção da década" pelo programa musical M!Countdown da Mnet em 2014 e foi votada como a "Melhor canção de um ídolo masculino dos últimos 20 anos" pelo público em geral e especialistas da música, que também classificaram "Bae Bae", "Fantastic Baby" e "Day by Day" na supracitada lista. "Fantastic Baby" foi nomeada ainda como um dos "Maiores sucessos do K-pop" e figurou nas listas de "50 maiores canções de boy bands de todos os tempos" da revista Rolling Stone e das "21 melhores canções de K-pop de todos os tempos", realizada pela revista Spin, com "Bad Boy" sendo classificada na posição de número treze e "High High" da dupla GD&TOP, em sete. "Bad Boy" também foi a primeira canção de K-pop a ser incluída nas listas anuais da Fuse, referente as melhores canções do ano. Adicionalmente, "Loser" foi nomeada pela Billboard como a melhor canção de K-pop de 2015.

### Fã-clube
Fã-clubes coreanos desempenham um papel essencial na indústria de K-pop, sendo a sua estrutura e operação diferentes de fã-clubes ocidentais, cada um possui seu próprio nome e cor, os fãs do Big Bang apelidaram-se de V.I.P (nomeado após a canção de mesmo nome), e seguram  bastões luminosos (chamados de lightsticks) amarelos em formato de coroa durante os concertos do grupo. Creditados por propagar o "fan rice" (em português: "arroz de fãs"), o grupo tem encorajado seus fãs a comprarem sacos de arroz e trazê-los a seus concertos, que então são doados para uma causa de caridade. Para sua primeira apresentação em meses, 12.7 toneladas de arroz foram doados de cinquenta fã-clubes ao redor do mundo. Apesar de sua herança coreana, o Big Bang é conhecido por ter uma comunidade internacional de fãs multicultural. Celebridades em toda a Ásia também se identificam como V.I.Ps, incluindo Angelababy, Jiro Wang, Shu Qi, G.E.M, Song Hye-kyo, Cho Yeo-jeong, Ailee e Glaiza de Castro. Em 2016, os V.I.Ps foram nomeados como a maior base de fãs do ano, contra base de fãs de artistas populares como Selena Gomez, Demi Lovato e Britney Spears através de pesquisa online. O jornal Philippine Daily Inquirer, adicionou os V.I.P.s em sua lista dos dez maiores fandoms de K-pop das Filipinas.
- Nome oficial: V.I.P (Very Important Person)
- Cor oficial: Amarelo     [288]

## Prêmios e reconhecimento

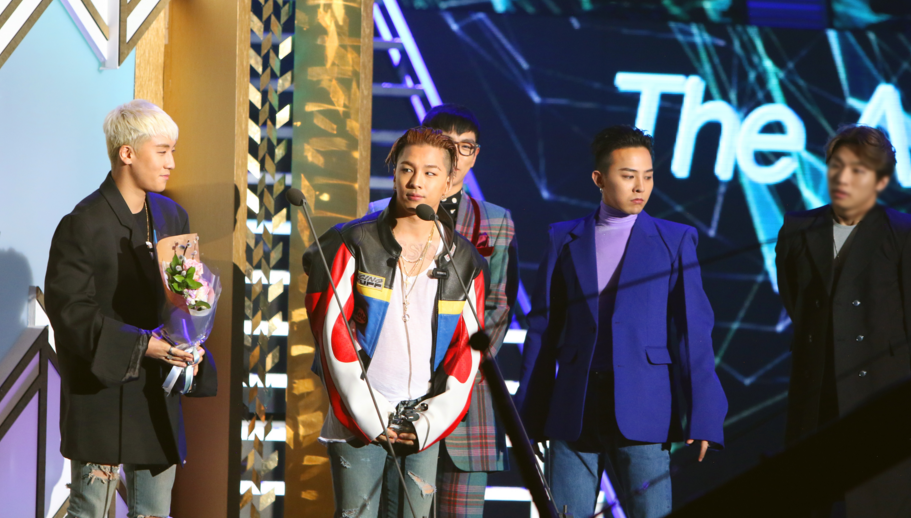
Big Bang recebendo um dos cinco prêmios que ganhou no Gaon Chart Awards em fevereiro de 2016.

O Big Bang tem acumulado inúmeras conquistas e prêmios, estabelecendo diversos recordes em seu país de origem e no exterior. Suas letras e composições tem ressoado entre fãs e críticos, levando o grupo a vencer múltiplos prêmios de Canção do Ano de diversas premiações. Além disso, também tornou-se o vencedor dos prêmios de Artista do Ano no Seoul Music Awards de 2008 e no Melon Music Awards de 2015. Atualmente, o Big Bang detêm o recorde de artista que mais venceu o referido prêmio no Mnet Asian Music Awards, nos anos de 2008, 2012 e 2015. Seu sucesso na Coreia do Sul também se expandiu ao Japão, onde venceu diversos prêmios de Melhor Novo Artista em seus primeiros anos de carreira no país. Emergindo como o vencedor do prêmio de Melhor Artista Global do MTV Europe Music Awards em 2011, o grupo tornou-se um ícone internacional. Vencendo posteriormente três prêmios no World Music Awards, incluindo o de Vídeo do Ano para "Fantastic Baby". Eles também tornaram-se o primeiro e único artista sul-coreano a receber um prêmio no MTV Italian Music Awards na categoria de Melhor Artista do Mundo em 2016. O quinteto foi homenageado ainda com os prêmios de Grupo Mais Influente da Ásia no Gaon Chart Awards e o de Realização Especial no Japan Record Awards.
Em 2011, o grupo alcançou a marca de artista mais vendido de todos os tempos no Cyworld. Em 2014, dados do mercado de música digital sul-coreana, revelaram que o Big Bang era o segundo artista, que mais produziu canções digitais com êxito comercial na história do país. Com o lançamento dos singles de Made em 2015, o grupo posicionou-se em número um. Além disso, alguns de seus álbuns também foram citados como os álbuns digitais mais bem sucedidos da história. Seu EP Tonight (2011), tornou-se o primeiro álbum de K-pop a entrar no top 10 de álbuns do iTunes Estados Unidos. Com Alive (2012), o Big Bang tornou-se o primeiro artista a ocupar cinco posições na Billboard K-pop Hot 100. Seus álbuns singles: M, A, D e E, todos lançados em 2015, fizeram do grupo o segundo artista sul-coreano, a conquistar as posições de número um e número dois, simultaneamente, na Billboard World Digital Songs, repetindo o feito por três vezes. Além disso, também foram os primeiros artistas a ter três canções no top 5 da parada anual digital da Gaon, com duas delas posicionadas em primeiro e segundo lugar. Com o lançamento de Made (2016), o quinteto quebrou o próprio recorde de artista estrangeiro de venda mais rápida na China, ultrapassando um milhão de cópias em um dia. Eles também são o grupo asiático mais assistido no Youtube, com mais de cinco bilhões de visualizações combinadas. O vídeo musical de "Fantastic Baby" levou o Big Bang a ser o primeiro grupo sul-coreano a ultrapassar a marca de mais de 300 milhões de visualizações, além disso, eles são o primeiro grupo masculino de seu país, a possuir nove vídeos com mais de 100 milhões de visualizações.

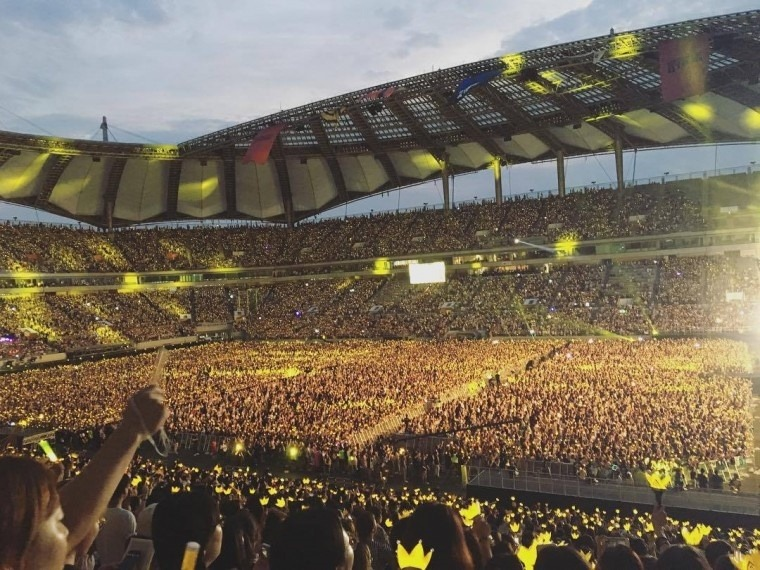
O show de aniversário de dez anos do Big Bang, realizado no Seoul World Cup Stadium em 20 de agosto de 2016, foi assistido por 65 mil pessoas.

Sua primeira turnê mundial, obteve o recorde de maior venda de ingressos em Taiwan, enquanto as apresentações em Londres, reuniram o maior público para um concerto de K-Pop no Reino Unido. Sua Japan Dome Tour em 2013, tornou-se a turnê mais rentável de um artista estrangeiro no Japão. A sua segunda turnê mundial, foi a maior já realizada por um artista sul-coreano, e trouxe diversos feitos ao grupo, que incluem, o de concerto online de K-pop mais visto na história, o primeiro artista estrangeiro a se apresentar nas arenas de cúpula do Japão por três anos consecutivos, o único artista estrangeiro a realizar três concertos consecutivos no Shanghai Arena, o primeiro artista sul-coreano a realizar um concerto de dois dias no Kuala Lumpur, a maior turnê de arena de K-pop realizada na história dos Estados Unidos, o primeiro artista estrangeiro a vender três concertos em Hong Kong em duas ocasiões distintas, o maior público de um artista sul-coreano em Chengdu, China, a maior turnê chinesa de um artista sul-coreano e a maior apresentação de K-pop realizada no Canadá. A Made World Tour, também gerou o documentário Big Bang Made, que tornou-se o documentário de música mais visto na Coreia do Sul. Seu concerto em comemoração ao aniversário de dez anos, parte da turnê 0.TO.10 e realizado no Seul World Cup Stadium, reuniu um público de 65 mil pessoas, estabelecendo o recorde de maior público em um concerto na Coreia do Sul.

## Integrantes
| BIGBANG        | BIGBANG        | BIGBANG        | BIGBANG            | BIGBANG            | BIGBANG                          | BIGBANG                                                     |
| Nome artístico | Nome artístico | Nome artístico | Nome de nascimento | Nome de nascimento | Data de nascimento               | Posição no grupo                                            |
| Romanizado     | Hangul         | Japonês        | Romanizado         | Hangul             | Data de nascimento               | Posição no grupo                                            |
| -------------- | -------------- | -------------- | ------------------ | ------------------ | -------------------------------- | ----------------------------------------------------------- |
| Taeyang        | 태양           | Sol            | Dong Young-bae     | 동영배             | 18 de maio de 1988 (36 anos)     | Vocalista principal e dançarino principal                   |
| G-Dragon       | 지드래곤       | GD             | Kwon Ji-yong       | 권지용             | 18 de agosto de 1988 (36 anos)   | Líder, rapper líder, vocalista guia, dançarino líder e face |
| Daesung        | 대성           | D-Lite         | Kang Dae-sung      | 강대성             | 26 de abril de 1989 (35 anos)    | Vocalista líder                                             |
| Ex-membros     |                |                |                    |                    |                                  |                                                             |
| Seungri        | 승리           | V.I.           | Lee Seung-hyun     | 이승현             | 12 de dezembro de 1990 (34 anos) | Vocalista guia, dançarino líder e maknae                    |
| T.O.P          | 탑             | T.O.P          | Choi Seung-hyun    | 최승현             | 4 de novembro de 1987 (37 anos)  | Rapper principal e visual                                   |

## Discografia
| Álbuns de estúdio - Bigbang Vol.1-Since 2007 (2006) - Remember (2008) - Made (2016) Extended plays (EPs) - Always (2007) - Hot Issue (2007) - Stand Up (2008) - Tonight (2011) - Alive (2012) | Álbuns de estúdio - Number 1 (2008) - Big Bang (2009) - Big Bang 2 (2011) - Alive (2012) - Made Series (2016) Extended plays (EPs) - For the World (2008) - With You (2008) - Special Final in Dome Memorial Collection (2012) |

## Filmografia
- Big Bang Made (2016)

## Turnês
| - Want You Tour (2007) - Global Warning Tour (2008) - Stand Up Tour (2008) - Electric Love Tour (2010) - Love and Hope Tour (2011) - Alive Galaxy Tour (2012) - Japan Dome Tour (2013–2014) - Japan Dome Tour "X" (2014–2015) - Made World Tour (2015–2016) - 0.TO.10 (2016) - Last Dance Tour (2017) | - Fantastic Babys (2012, 2014 & 2016) - Made V.I.P Tour (2016) - Big Bang Special Event (2016–2017) - 10th Anniversary World Tour (2010) - 15th Anniversary Tour (2011–2012) - Power World Tour (2014) |